# Matsue (Shimane)
Matsue (松江市 Matsue-shi?) es una ciudad y capital de la prefectura de Shimane, Japón. En junio de 2019 tenía una población estimada de 203.862 habitantes y una densidad de población de 356 personas por km². Su área total es de 572,99 km².

## Historia

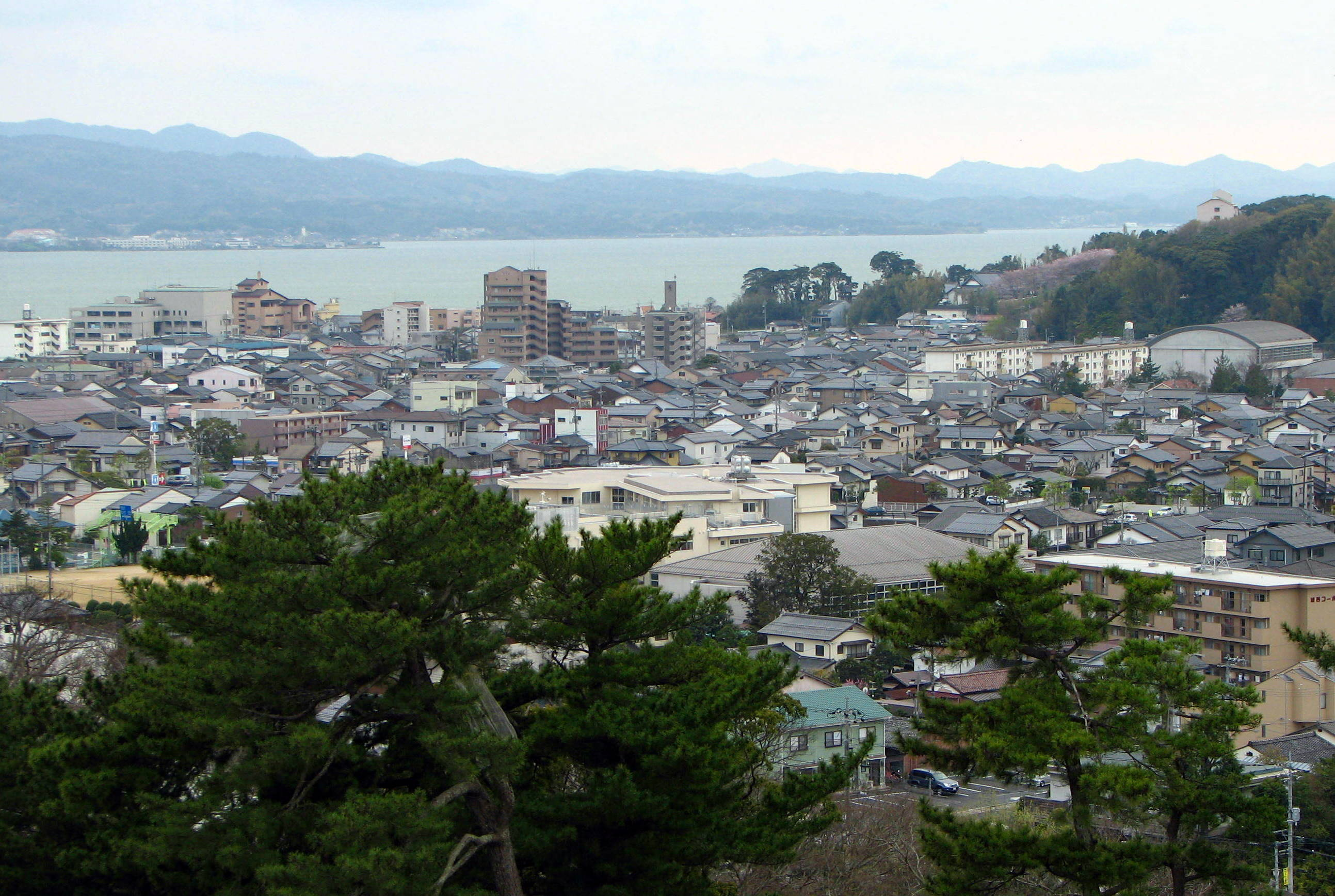
Ciudad vista desde el Castillo Matsue

La actual ciudad del castillo de Matsue fue establecido originalmente por Horio Yoshiharu, líder del clan Matsue, cuando él construyó el castillo de Matsue y planeó la ciudad que rodea el castillo durante 1607 a 1611. Matsue continuó siendo la sede del poder en la región de Sanin por muchos años.
Matsue fue gobernada primero por la familia Horio. El hijo de Horio Yoshiharu, Tadauji, murió antes que su padre, por lo que la provincia fue heredada por su nieto, Tadaharu. Sin embargo, Tadaharu murió sin tener hijos por lo que la provincia fue entregada a los Kyogoku. Los Kyogoku eran daimyō de Omi y Wakasa. Kyogoku Takatsugu sirvió a Nobunaga y a Hideyoshi. El hijo de Takatsugu, Tadataka, se casó con la cuarta hija de Hidetada, Hatsu. Él sirvió en la batalla de Osaka y se dice que tomó 300 cabezas. En 1634, él recibió la provincia de Izumo, sucediendo a Horio Tadaharu. Durante su gobierno, jugó un papel importante en los proyectos de ingeniería que ayudaron a controlar el flujo del río Hiikawa.
En 1637, Tadataka murió sin tener hijos también y sus dominios pasó a los Matsudaira. Naomasa era el tercer hijo de Hideyasu. Hideyasu, daimyō de Echizen, él mismo fue el segundo hijo de Tokugawa Ieyasu, haciendo a Naomasa el nieto del primer shōgun Tokugawa, Ieyasu. Naomasa se hizo famoso luchando en la batalla de Osaka a la edad de 14. Era daimyō de Ono en Echizen y después de Matsumoto en Shinano antes de convertirse en el gobernador de Izumo en 1638. A diferencia de los anteriores gobernadores, Naomasa sí tenía hijos y sus herederos lograron mantener Izumo durante diez generaciones hasta el final del Edo Bakufu. En total, diez daimyō Matsudaira gobernaron en Matsue. El más famoso después del primero (Matsudaira Naomasa) fue el séptimo, Matsudaira Harusato. Él revolucionó el sistema de administración del clan Matsue que estaba en dificultades financieras y logró mantenerlo en pie. Él invirtió en arbustos de mora y promovió comidas especiales como las almejas que eran una delicia en Matsue. Harusato fue un gran entusiasta de la Ceremonia del Té. El nombre de su Ceremonia del Té era Fumai. Fundó su propia escuela, Unshyu. Él dejó el Meimei-An, una famosa casa del té que aún está en funcionamiento en Matsue. Debido a su influencia en el wagashi, dulces japoneses de la Ceremonia del Té de Matsue, se han vuelto famosos, especualmente uno llamado wakakusa.
La ciudad cuenta con el castillo Matsue, el “castillo negro” o “castillo del chorlito”. Es uno de los 12 castillos restantes originales en Japón. El segundo más grande, el tercero más alto y el sexto más antiguo. Los jardines del castillo incluyen un sinuoso camino a través de bosques mixtos de bambú, arbustos y árboles, muchos de los cuales son muy antiguos y se identifican por especies. Alrededor de los jardines y el patio del castillo está el foso antiguo, “horikawa”.
El autor, Lafcadio Hearn, enseñó en Matsue en 1890 a 1891. Su casa es ahora un museo dedicado a su vida, y un lugar turístico en la ciudad. A lo largo de la ciudad se encuentran monumentos y lugares de interés en honor a Hearn. Otros museos en la ciudad incluyen el Museo de Arte de Shimane y el Museo de Arte de Tanabe.

### Cronología municipal
- 1 de abril de 1889: la ciudad de Matsue es fundada.
- 31 de marzo de 2005: la ciudad de Matsue se fusiona con los pueblos de Kashima, Mihonoseki, Shimane, Shinji, Tamayu, Yatsuka, y la villa de Yakumo del distrito de Yatsuka.
- 1 de agosto de 2011: el pueblo de Higashiizumo se fusiona con Matsue.

## Geografía
Matsúe se encuentra entre los lagos Shinji y Nakaumi, que son conectados por el río Ohashi. La población total del área del lago Shinji-Nakaumi es de aproximadamente 600.000 habitantes, marcando a Matsue como la segunda mejor ciudad en la costa de Japón, después de Niigata. Es llamada “la ciudad del agua” (水の都?), debido a la presencia de los lagos Shinji y Nakaumi, el río Ohashi y los canales que recorren la ciudad. Cerca de la ciudad se encuentra el Izumo Taisha, considerado uno de los jinja más antiguos y el segundo más importante, después del Santuario de Ise.

### Localidades circundantes
- Prefectura de Shimane
  - Unnan
  - Izumo
  - Yasugi
- Prefectura de Tottori
  - Sakaiminato

## Demografía
Según los datos del censo japonés, esta es la población de Matsue en los últimos años.
| Año del censo | Población |
| ------------- | --------- |
| 1995          | 206.718   |
| 2000          | 211.564   |
| 2005          | 210.796   |
| 2010          | 208.613   |
| 2015          | 206.230   |

## Clima
Matsue tiene un clima subtropical húmedo (clasificación climática de Köppen Cfa) con veranos muy calurosos e inviernos fríos. Las precipitaciones son abundantes durante todo el año, y es un poco más pesado en junio, julio y septiembre.
| Parámetros climáticos promedio de Matsue, Shimane | Parámetros climáticos promedio de Matsue, Shimane | Parámetros climáticos promedio de Matsue, Shimane | Parámetros climáticos promedio de Matsue, Shimane | Parámetros climáticos promedio de Matsue, Shimane | Parámetros climáticos promedio de Matsue, Shimane | Parámetros climáticos promedio de Matsue, Shimane | Parámetros climáticos promedio de Matsue, Shimane | Parámetros climáticos promedio de Matsue, Shimane | Parámetros climáticos promedio de Matsue, Shimane | Parámetros climáticos promedio de Matsue, Shimane | Parámetros climáticos promedio de Matsue, Shimane | Parámetros climáticos promedio de Matsue, Shimane | Parámetros climáticos promedio de Matsue, Shimane |
| Mes                                               | Ene.                                              | Feb.                                              | Mar.                                              | Abr.                                              | May.                                              | Jun.                                              | Jul.                                              | Ago.                                              | Sep.                                              | Oct.                                              | Nov.                                              | Dic.                                              | Anual                                             |
| ------------------------------------------------- | ------------------------------------------------- | ------------------------------------------------- | ------------------------------------------------- | ------------------------------------------------- | ------------------------------------------------- | ------------------------------------------------- | ------------------------------------------------- | ------------------------------------------------- | ------------------------------------------------- | ------------------------------------------------- | ------------------------------------------------- | ------------------------------------------------- | ------------------------------------------------- |
| Temp. máx. media (°C)                             | 7.3                                               | 8.0                                               | 11.8                                              | 18.0                                              | 22.5                                              | 25.3                                              | 29.4                                              | 31.1                                              | 26.4                                              | 21.1                                              | 15.8                                              | 10.5                                              | 18.9                                              |
| Temp. media (°C)                                  | 3.7                                               | 4.0                                               | 6.9                                               | 12.5                                              | 17.1                                              | 20.9                                              | 25.2                                              | 26.5                                              | 22.0                                              | 16.1                                              | 11.0                                              | 6.4                                               | 14.4                                              |
| Temp. mín. media (°C)                             | 0.5                                               | 0.6                                               | 2.5                                               | 7.7                                               | 12.4                                              | 17.3                                              | 22.1                                              | 22.9                                              | 18.5                                              | 12.0                                              | 6.9                                               | 2.7                                               | 10.5                                              |
| Precipitación total (mm)                          | 151.1                                             | 136.5                                             | 126.8                                             | 124.0                                             | 119.6                                             | 196.0                                             | 268.3                                             | 145.4                                             | 216.3                                             | 135.0                                             | 137.8                                             | 137.9                                             | 1894.7                                            |
| Nevadas (cm)                                      | 46                                                | 45                                                | 9                                                 | 0                                                 | 0                                                 | 0                                                 | 0                                                 | 0                                                 | 0                                                 | 0                                                 | 0                                                 | 18                                                | 118                                               |
| Horas de sol                                      | 71.5                                              | 83.7                                              | 144.1                                             | 181.3                                             | 216.3                                             | 172.0                                             | 188.2                                             | 215.3                                             | 153.4                                             | 160.1                                             | 111.3                                             | 84.4                                              | 1781.6                                            |
| Humedad relativa (%)                              | 76                                                | 76                                                | 74                                                | 73                                                | 74                                                | 80                                                | 82                                                | 79                                                | 81                                                | 79                                                | 79                                                | 77                                                | 77.5                                              |
| Fuente: NOAA (1961-1990)                          |                                                   |                                                   |                                                   |                                                   |                                                   |                                                   |                                                   |                                                   |                                                   |                                                   |                                                   |                                                   |                                                   |

## Cultura
Las fiestas tradicionales todavía son celebradas, por ejemplo, el desfile de Matsue Dou. Se celebra anualmente, el tercer domingo de octubre. Originalmente era el festival de Año Nuevo, pero ha perdido prestigio con el paso de los años.

## Relaciones

### Ciudades hermanadas
- Takarazuka, Japón – 1 de agosto de 1967
- Suzu, Japón – 30 de marzo de 1988
- Onomichi, Japón – 5 de febrero de 2012
- Ōguchi – 29 de agosto de 2015
- Hangzhou, República Popular China
- Nueva Orleans, Estados Unidos
- Dublín, Irlanda
- Yinchuan, República Popular China
- Jinju, Corea del Sur
- Jilin, República Popular China